# REC
《REC》（レック）是由花見澤Q太郎創作的日本漫畫作品。於小學館漫畫月刊《月刊Sunday GENE-X》2002年12月開始連載至2013年6月連載結束。單行本全16冊。
當初作品標題為「●REC～夢的記錄～」，但在單行本第一集發售時刪去「～夢的記錄～」的副標題，改為「●REC」。但在付在單行本中的訂書單和一些網上購物網站仍有「～夢の記録～」的字眼。原本在「REC」前的「●」符號，是代表一般影音錄像器材上錄像、錄音的按鈕。漫畫的日文版本為「●REC」，作者在單行本的後記和自己的網頁也是寫作「●REC」。然而，出版社（小學館）、連載雜誌（月刊Sunday GENE-X）及動畫版的網頁只寫為「REC」，和漫畫並不統一。

## 故事簡介
在「胃之上製菓」（胃ノ上製菓）任職的松丸文彥，在電影院前與從事聲優（配音）工作的恩田赤相識。當晚，松丸再度遇到因為住處不幸發生火災而無家可歸的赤，並將她帶回自己的公寓，進而展開了同居生活。不過，夢想即將實現的赤，卻與工作上一直不順利的松丸發生爭執。之後，在一次偶然的聚會中，兩人互相確認了彼此的心情，最終正式成為一對戀人。然而，由於聲優職業性質的關係，這段戀情不能對外公開，只能成為兩個人之間約定保守的秘密…。

## 登場人物

### 傑內事務所、聲優界
恩田赤（配音員：酒井香奈子 （日）/ 龍顯蕙（台））
女主角。「傑內事務所」（ジェネプロ）所屬的新人聲優，20歲，最大的夢想是為奧黛麗·赫本配音。原先擔任零食「葉」（は）代言角色「貓樹」（ねこき）的配音，之後獲選為劇場版動畫「邱比特大帝」（ジュピター大帝）女主角配音，自此逐步朝著夢想前進。在傑內事務所策劃下，與本白、杏子組成偶像派聲優組合「eX」，是成員中資歷最短的一人。於最終話跟松丸文彥結婚。
演出作品（已知）（以決定聲優的時間排序）：
- 「葉」廣告配音：貓樹
- 劇場版動畫「邱比特大帝」：
- 廣播「邱比特波」
- 十八禁遊戲、動畫
- 動畫
- 動畫「PLAY！」：紅
- 動畫：（只出場一集的客串角色）

吉岡（配音員：豐口惠 （日）/ 李明幸（台））
27歲。恩田赤的經紀人。能夠理解赤，而且相當認可赤與松丸的關係。與「傑內事務所」的社長間有著超越上司與下屬的關係。
逆本
恩田赤的前經紀人。和吉岡相反，不支持松丸和赤的關係，甚至給錢松丸要他離開赤。但是想捧紅赤的想法還是和吉岡一樣的。
小岩井真紀（遊戲配音員：佐藤利奈）
因「邱比特大帝」的廣播「邱比特波」（ジュピタ波）和赤一起工作的前輩。久保一志的粉絲。出道作為某標題不明的作品中的「蜜瓜姊姊」（メロン姉）。曾與同為聲優的鷲城渡相戀。
演出作品：
- 標題不明：蜜瓜姊姊
- 炸彈人類：炸彈姊姊
- 劇場版動畫「邱比特大帝」
- 廣播「邱比特波」

雪路明理（遊戲配音員：後藤沙緒里）
經常和小岩井一起出現，也是和赤一起工作的前輩。
演出作品：
- 劇場版動畫「邱比特大帝」
- 廣播「邱比特波」

工藤本白
女性聲優，性格「蠻橫嬌羞」。由於曾是的天才童星，雖然算是聲優新人，但經驗不少。但因在的演出中給人的印象太強，被公司以「起用困難」為由減少工作，最後轉職為聲優。與赤、杏子組成偶像派聲優組合「eX」，是成員中年齡最小的一人。
櫻庭杏子
女性聲優。演技纖細而有變化的實力派，但極度內向。曾經留有掩著臉的頭髮，後來因「eX」即將舉辦初次演唱會，以及希望改掉內向的性格而剪去。與赤、本白組成偶像派聲優組合「eX」，是成員中年齡最大的一人。
谷川智子
資歷豐富的聲優，為MHK教育的節目的配音時赤還是小學生。代替赤於「BIO BROTHER」中奧黛麗·赫本的配音。在配音中套用於一個月前因惡性病毒感染而死的寵物(金魚)的經驗。
演出作品：
- ：ジャロ君
- BIO BROTHER

鷲城渡
對小岩井不忠的前男友。
幡池桃花
非屬於傑內事務所的女性聲優，畑田良夫的妹妹，本名是「畑田花子」，但兄妹關係不佳。討厭赤並以她為對手。
遠藤紅葉（遊戲配音員：井上奈奈/庄子裕衣/落合祐里香/水橋香織/出野明日香）（只在遊戲中出現））
松丸的青梅竹馬。

### BRISCO'S INOUE
BRISCO'S INOUE，即被BRISCO公司收購後的胃至上製菓。而BRISCO的創辦人是George Brisco（1885-1981）。
恩田藍
赤的母親，胃至上製菓被BRISCO收購後成為松丸的上司

#### 前胃至上製菓
松丸文彥（配音員：保村真 （日）/ 何志威（台））
男主角。在「胃至上製菓」工作的上班族，26歲。最初隸屬於總務部，因為樹葉造型零食「葉」在公司內招募廣告企畫時，採用了松丸的企畫書，最後如願調職至企畫部。
在「邱比特大帝」臨近公開前，出乎意料地被關之原選為邱比特機器人的聲優。於最終話跟恩田赤結婚。
演出作品：
- 邱比特大帝：邱比特（機器人）

畑田良夫（配音員：小野大輔 （日）/ 林谷珍（台））
在「胃至上製菓」工作的上班族。因為與松丸同期進入公司，所以經常在一起，彼此談心或相互幫忙。此外也是赤的瘋狂粉絲，曾經考慮放棄但再度迷上。擁有一個人氣極高的網誌。
田中（配音員：古山貴實子（日） / 李明幸（台））
「胃至上製菓」的女職員，擔任經理。松丸曾經暗戀她，但最終仍被她拋棄。之後曾經離間松丸和赤，但並不成功。
小春
跟隨著田中的同事。

### 動畫製作界
關之原秀吉
傳說中的電影導演，經常以出乎眾人意料的奇怪方式登場。先前失蹤了三年，其間曾至印度旅行。回來之後又說「流浪漢才是真正的生活家」，而跑去當流浪漢。在暌違三年的新作品「邱比特大帝」中，決定採用赤為女主角配音。
恩田青
筆名「音田青」，19歲，赤的妹妹，擔任動畫「邱比特大帝」的原畫製作。由於5年前姊妹兩人的父母離異時，赤是跟著青特別喜愛的父親一起搬離的，認為自己的姊姊搶走了父愛的青，一度對赤非常不諒解。
拉夫＝維塞魯
動畫導演。赤的狂熱支持者，但在工作上要求嚴格，絕不偏袒。與畑田相識。
富士見
提攜谷川智子的音響監督。
高村
動畫「PLAY！」的監督。

### 藝能界
久保一志
特攝出身的演員，本名「山田一郎」，曾擔任戲劇的主角。在「邱比特大帝」中為男主角邱比特配音。赤的粉絲，中學時代曾與赤同校，當時曾向赤告白，但是被拒絕。在醫院試圖推倒赤，不過最後還是放棄了。
演出作品：
特攝：主角
- 邱比特大帝：邱比特（少年）

高河原
超人氣樂團的吉他手，41歲，關之原導演的哥哥（不過此一親戚關係從未對外公開）。曾被媒體報導與赤熱戀，但後來證實是毫無根據的報導—實際上不但已有家室，而且育有12歲的女兒。

### 其他角色
夢見澤十太郎
整間工作室也是赤相關產品的瘋狂粉絲。出道十年，所畫的漫畫「PLAY！」終於被改編為動畫，推薦赤為主角「紅」的聲優。
REC的作者花見澤Q太郎明顯影射自己的角色。
波努先生
赤於高校一年級時轉校，當時完全交不到朋友，波努先生就是一個在網上鼓勵她的人。然而，在三年級時不再和赤聯繫。這波努先生實際上是個生意失敗的中年男人，曾經創建一間科技公司，卻被另外的大公司大量搶走生意而倒閉。
松丸的婆婆
經常會送一大堆蔬菜給松丸，尤其是椰菜。經常迷路，說著一口鄉音。

## 出版書籍
| 冊數 | 小學館         | 小學館                 | 東立出版社     | 東立出版社             |
| 冊數 | 發售日期       | ISBN                   | 發售日期       | ISBN                   |
| ---- | -------------- | ---------------------- | -------------- | ---------------------- |
| 1    | 2003年9月19日  | ISBN 4-09-157241-3     | 2005年1月12日  | ISBN 986-11-5166-4     |
| 2    | 2004年6月18日  | ISBN 4-09-157242-1     | 2005年1月12日  | ISBN 986-11-5167-2     |
| 3    | 2005年4月19日  | ISBN 4-09-157243-X     | 2006年4月12日  | ISBN 986-11-8006-0     |
| 4    | 2005年10月19日 | ISBN 4-09-157244-8     | 2006年4月18日  | ISBN 986-11-8007-9     |
| 5    | 2006年2月17日  | ISBN 4-09-157018-6     | 2006年6月23日  | ISBN 986-11-8243-8     |
| 6    | 2006年12月19日 | ISBN 4-09-157076-3     | 2007年4月6日   | ISBN 978-986-11-9477-6 |
| 7    | 2007年7月19日  | ISBN 978-4-09-157098-7 | 2007年12月11日 | ISBN 978-986-10-0363-4 |
| 8    | 2007年12月19日 | ISBN 978-4-09-157118-2 | 2008年9月11日  | ISBN 978-986-10-1858-4 |
| 9    | 2008年9月19日  | ISBN 978-4-09-157147-2 | 2009年3月26日  | ISBN 978-986-10-2601-5 |
| 10   | 2009年6月19日  | ISBN 978-4-09-157177-9 | 2010年1月6日   | ISBN 978-986-10-3987-9 |
| 11   | 2010年3月19日  | ISBN 978-4-09-157207-3 | 2010年11月1日  | ISBN 978-986-10-6133-7 |
| 12   | 2010年10月19日 | ISBN 978-4-09-157239-4 | 2011年7月15日  | ISBN 978-986-10-6662-2 |
| 13   | 2011年5月19日  | ISBN 978-4-09-157276-9 | 2012年6月15日  | ISBN 978-986-10-9480-9 |
| 14   | 2012年1月19日  | ISBN 978-4-09-157278-3 | 2012年11月6日  | ISBN 978-986-10-9481-6 |
| 15   | 2012年9月19日  | ISBN 978-4-09-157323-0 | 2014年3月18日  | ISBN 978-986-332-256-6 |
| 16   | 2013年6月14日  | ISBN 978-4-09-157353-7 | 2014年11月27日 | ISBN 978-986-337-066-6 |

## 電視動畫
2006年2月開始，每週四深夜1:55在TBS電視台、以及深夜1:00在BS-i「Ani Ani Land」（アニアニランド）單元播出，一集15分鐘。主要收錄漫畫第一集的內容。台灣由普威爾國際代理發行，但因片尾曲有裸露畫面，因此有打馬賽克；而第一集有松丸和小赤的親熱畫面，但礙於台灣的尺度關係，所以台灣的電視版及DVD版都剪除此畫面。

### 製作團隊
- 監督、分鏡 - 中村隆太郎
- 系列構成、脚本 - 吉田玲子
- 人物設計、總作畫監督 - 守岡英行
- 美術監督 - 加藤浩
- 色彩設計 - 大武恭子
- 攝影 - DIGITAL@SHAFT
- 編輯 - 瀬山武司
- 音樂 - 羽岡佳
- 音響監督 - 明田川仁
- 製作人 - 中山佳久、中村伸一、金庭こず恵、シバタミツテル、藤森匠、久保田光俊
- 動畫製作 - SHAFT
- 製作協力 - 波麗佳音、Movic、Frontier Works、小學館
- 製作 - 『REC』製作委員会、TBS

### 主題曲
- 片頭曲：「Cheer！」
演唱：酒井香奈子，作詞：美咲，作曲、編曲：小山晃平
- 片尾曲：「Devotion」
演唱：BRACE;d，作詞、作曲、編曲：a.k.a.dRESS（ave;new）

### 各話列表
| 話數        | 原文標題 | 中文標題   | 演出       | 作畫監督                   |
| ----------- | -------- | ---------- | ---------- | -------------------------- |
| Take 1      |          | 羅馬假期   | 中村隆太郎 | 守岡英行                   |
| Take 2      |          | 龍鳳配     | 中村隆太郎 | 澤崎誠                     |
| Take 3      |          | 盲女驚魂記 | 江島泰男   | 山村洋貴                   |
| Take 4      |          | 第凡內早餐 | 中村隆太郎 | 伊藤良明                   |
| Take 5      |          | 黃昏之戀   | 江島泰男   | 清水慶太                   |
| Take 6      |          | 雙姝怨     | 中村隆太郎 | 村山公輔                   |
| Take 7      |          | 戰爭與和平 | 江島泰男   | 山村洋貴 秦野好紹 清水慶太 |
| Take - (8)  |          | 恩怨有情天 | 中村隆太郎 | 守岡英行                   |
| Take 8 (9)  |          | 窈窕淑女   | 中村隆太郎 | 伊藤良明                   |
| Take 9 (10) |          | 儷人行     | 中村隆太郎 | 守岡英行 伊藤良明          |

## 遊戲
「REC ☆心跳的聲優天堂☆（暫譯）」的限定版及通常版於2006年11月30日發售。
- 機種：PS2
- 類型：戀愛遊戲
- 製作：IDEA FACTORY

限定版付有聲優閒談、小節目的特典光碟。
原創角色
- 恩田赤（　配音員：酒井香奈子）
- 小岩井真紀（　配音員：佐藤利奈）
- 雪路明理（　配音員：後藤沙緒里）
- 遠藤紅葉（ 配音員：井上奈奈／庄子裕衣／落合祐里香／水橋香織／出野明日香）
- 吉岡（　配音員：豐口惠）
- 田中

## 相關商品
- REC  Vol.1（2006年3月24日）
- REC  Vol.2（2006年5月25日）
- REC DVD-BOX（2006年6月30日）

## 軼事
- 本作品與另一日本動畫作品《聲優白皮書》有不少相似處，包括：

- 兩作品都是以聲優作為中心主題之動畫。
- 兩作品為同年(2006年)的動畫，且開播時間也相近（《REC》為二月新番，《聲優白皮書》為四月新番）。
- 《REC》的女主角恩田赤及其動畫配音員酒井香奈子都是新人聲優，而且本作為酒井香奈子出道後首個參與作品；《聲優白皮書》的女主角苺原桃子及其動畫配音員高本惠皆為新人聲優，因此和《REC》同樣都是「新人聲優配音新人聲優」的情況。
- 兩作品分別都是其女主角的配音員（《REC》的酒井香奈子、《聲優白皮書》的高本惠）的 最初出道作品。

- 本作的動畫版除了主題曲外，另有一首印象歌曲「SUPER POWER〜おんなのこパンチ!〜」（SUPER POWER〜女孩子的一擊!〜），和片頭曲同樣都是由酒井香奈子所唱（此曲是酒井推出的第一張個人單曲），不過這首歌曲並未於劇中播放過。

## 外部連結
- TBS《REC》動畫官方網站（页面存档备份，存于）（日語）
- 《REC》遊戲官方網站（日語）
- 花見澤Q太郎純正HP（日語）